# Le Temps mort
Pour les articles homonymes, voir Temps mort (homonymie).
Le Temps mort est une nouvelle de Marcel Aymé, parue dans Candide en 1936.

## Historique
Le Temps mort paraît d'abord dans le journal Candide du 9 janvier 1936, puis dans Derrière chez Martin, le troisième recueil de nouvelles de l'auteur, paru en 1938.

## Résumé
Il y avait à Montmartre un pauvre homme appelé Martin qui n'existait qu'un jour sur deux... et il se sentait accablé sous le poids de tout ce temps mort.

## Adaptation
- 2002 : Les Jours où je n'existe pas, film français réalisé par Jean-Charles Fitoussi, adaptation de la nouvelle Le Temps mort de Marcel Aymé, avec Antoine Chappey